# DEAD OR ALIVE 2 逃亡者
『DEAD OR ALIVE 2 逃亡者』（デッド オア アライブ ツー とうぼうしゃ）は、2000年に三池崇史監督、竹内力、哀川翔、主演で制作された日本映画。大映（現：KADOKAWA）・東映ビデオ製作。R-15指定。

## キャスト
- シュウ：竹内力（主演）
- ミズキ：哀川翔（主演）
- コーへ―：遠藤憲一
- チエコ：青田典子
- BOO：陳冠希
- HOO：魔裟斗
- WOO：TEAH
- 院長：港雄一
- トシ兄：森羅万象
- うまなみじろう：山口祥行
- 彗星を観察する男：田口トモロヲ
- 黒い帽子の女：伊佐山ひろ子
- 情報屋テル：手塚とおる
- マジシャン東野：塚本晋也
- 画家：大杉漣
- ミズキ幼少期：久野秀隆
- シュウ幼少期：森脇史登

## スタッフ
- 製作：黒沢満、土川勉
- 企画：武内健
- プロデューサー：増田欣宏、岡田真、木村俊樹
- 監督：三池崇史
- 脚本：NAKA雅MURA
- 撮影：田中一成
- 音楽：石川忠
- 美術：石毛朗
- 録音：白取貢
- 照明：清野俊博
- 編集：島村泰司
- オリジナル・サウンドトラック：カルチュア・パブリッシャーズ
- 協力：隠岐観光協会
- 制作協力：エクセレントフィルム

## シリーズ
いずれも監督は三池崇史、主演は竹内力と哀川翔だが、ストーリーのつながりや設定は別物となっている。 
- DEAD OR ALIVE 犯罪者 - 第一作
- DEAD OR ALIVE FINAL - 完結篇